# 原田千栄
原田 千栄（はらだ ちえ、5月11日 - ）は、日本の歌手。

## 来歴
宮崎県延岡市出身。幼少期よりピアノ、宮崎県立延岡高等学校入学以降より声楽を学び、同校卒業後、上京しミューズ・モード音楽院へ入学。入学以後、同校にてボーカル講師を担当していたジャズ・ボーカリストのヒサヨ（ひさよ）・フォスターに師事。同校ボーカル科卒業後、そのまま母校に籍を置きボーカル科の講師を務めていた。
同校在籍時、「週刊少年サンデー」にて連載していた『GS美神 極楽大作戦!!』のテレビアニメシリーズ制作に伴う、オープニングテーマのオーディションを同校スタッフから薦められ受験。後にキングレコードスターチャイルドレーベルのスタッフ側はコンペの結果、原田を起用した事により歌手デビュー。
デビュー以降は、バンド活動を主にしており、ジャズやアニメソング等のユニットを組んでライブハウスでの歌唱活動を行なっている。また、バックコーラスやボイストレーナーとしても活動しており、バックコーラスとしては、高仲尚子とのコンビですかんち及び同バンドボーカルのROLLYやTHE YELLOW MONKEYのベーシストである廣瀬洋一、ボイストレーナーとしてthe telephonesとBIGMAMAの歌唱指導を行なっており、一般人に向けても個人レッスンを実施している。

## 人物
- ラグビーとプロレスを愛しており、双方チームや団体を横断的に観戦している。但し、ラグビーについてはJAPAN RUGBY LEAGUE ONEDIVISION 1に属するクボタスピアーズ船橋・東京ベイの試合に足繁く通っている。

## ディスコグラフィ

### シングル
1. GHOST SWEEPER（朝日放送・テレビ朝日系テレビアニメ『GS美神』オープニングテーマ）

### アルバム
1. 理不尽（冬木軍(冬木弘道、邪道 ・外道)withエスコートギャル）※コーラス
2. YOU SAY HEESEY（HEESEY WITH DUDES）※コーラス

## 出演番組

### テレビ
- music AQUA（TOKYO MX）
- 日経スペシャル ガイアの夜明け[5]（テレビ東京） - 2020年6月23日